# Honda CBR 500 F
Die CBR 500 F ist ein Sporttourer des japanischen Fahrzeugherstellers Honda, der zwischen 1986 und 1993 gefertigt wurde.

## Geschichte

### PC20
1986 wurde dem Markt die Honda CBR 600 F (interne Bezeichnung: PC 19) präsentiert, die das erste vollverkleidete Motorrad mit 600 cm³ Hubraum war. Parallel dazu wurde die CBR 500 F (interne Bezeichnung: PC 20) in einigen ausgewählten Märkten – u. a. Österreich – präsentiert. Sie war weitestgehend baugleich mit ihrem großen Bruder, lediglich mit einem schwächeren Motor (498 cm³) ausgestattet. Optisch waren die Motorräder nur durch den veränderten Schriftzug auf der Verkleidung (500 F vs. 600 F) zu unterscheiden. Der Motor hat zwei obenliegende Nockenwellen, 16 Ventile, eine Wasserkühlung und erzeugt eine Leistung von 72 PS. In Auslieferungszustand war sie allerdings auf 35 kW/48 PS gedrosselt. Die Maximaldrehzahl beträgt 12.000/min und die Höchstgeschwindigkeit ca. 210 km/h. Das Fahrwerk besaß hinten ein Zentralfederbein mit Umlenkhebelei und vorne eine Telegabel. Dieser Aufbau sorgte für gute Fahrstabilität und eine einfache Handhabung. Eine Doppelscheibenbremse vorn in Kombination mit einer Einzelscheibenbremse hinten sorgte für angemessene Verzögerung.
Die Honda CBR 500 F (PC 20) wurde von 1986 bis 1993 nahezu unverändert produziert.

## Technische Daten (Stand 1990)
| Motor                         |                      |
|                               |                      |
| Hubraum:                      | 498                  |
| Bohrung und Hub:              | 63 × 40 mm           |
| Verdichtungsverhältnis:       | 11,0 : 1             |
| Bauartgeschwindigkeit:        | 192 km/h             |
| Standgeräusch (dBA):          | 96 bei 7250/min      |
| Kraftstoff:                   | Super (ROZ 95)       |
| Verbrauch:                    | 4,5–6 l/100 km       |
|                               |                      |
| Gewicht                       |                      |
|                               |                      |
| Eigengewicht:                 | 201 kg (191 kg leer) |
| Nutzlast:                     | 176 kg               |
| Gesamtgewicht:                | 381 kg               |
| höchste zulässige Achslasten: | 141 kg bzw. 240 kg   |
|                               |                      |
| Abmessungen                   |                      |
|                               |                      |
| Gesamtlänge:                  | 2130 mm              |
| Gesamtbreite:                 | 685 mm               |
| Gesamthöhe:                   | 1115 mm              |
| Radstand:                     | 1410 mm              |
|                               |                      |
| Fahrgestell und Federung      |                      |
|                               |                      |
| Nachlaufwinkel:               | 26°                  |
| Nachlaufbetrag:               | 104 mm               |
| Reifen vorne:                 | 110/80 V17-V240      |
| Reifen hinten:                | 130/80 V17-V240      |